# Piratas: El último tesoro de la corona
Piratas: El último tesoro de la corona (en hangul, 해적: 도깨비 깃발; hanja: 海賊: 도깨비 旗발; RR: Haejeok: Dokkaebi Gitbal) es una película surcoreana de 2022, dirigida por Kim Jeong-hoon y protagonizada por Kang Ha-neul, Han Hyo-joo, Lee Kwang-soo y Kwon Sang-woo. Es una secuela del filme de 2014 The Pirates, aunque tiene un reparto completamente diferente. Se estrenó en Corea del Sur el 26 de enero de 2022, y se distribuirá asimismo en más de 190 países a través de la plataforma Netflix a partir del 2 de marzo del mismo año.

## Sinopsis
Piratas: El último tesoro de la corona es una película de acción y aventuras en tono de comedia, que narra la emocionante historia de un grupo de aventureros que se reúnen en el mar para reclamar el último tesoro de la familia real de Goryeo, que ha desaparecido sin dejar rastro desde la fundación de la dinastía Joseon. La historia comienza cuando Moo-chi, el autoproclamado mejor espadachín de Goryeo, conoce a Hae-rang, la dueña de un barco pirata, en un incidente inesperado.

## Reparto
- Kang Ha-neul como Woo Moo-chi, jefe pirata, se hace llamar la primera espada de Goryeo.[4]
- Han Hyo-joo como Hae-rang, dueña del barco pirata.[5][6]
- Lee Kwang-soo como Mak-yi.
- Kwon Sang-woo como Bu Heung-soo, un rebelde que busca tesoros y se opone a los piratas.[4]
- Chae Soo-bin como Hae-geum, una audaz estafadora que se une a los piratas.[4]
- Oh Se-hun como Han-goong, un apuesto pirata de gran habilidad en el tiro con arco.[7]
- Kim Sung-oh como Kang-seop, la mano derecha de Moo-chi y segundo jefe del grupo pirata.[4]
- Park Ji-hwan como Ah-gwi, un pirata que sigue a Hae-rang.[4]
- Park Sung-il.
- Jo Sung-joon como Serpiente Blanca.
- Lee Jung-hyun.
- Park Hoon como Mangcho, un subordinado del rebelde Bu Heung-soo que lucha contra los piratas mientras busca un tesoro.[8]
- Kim Ki-doo como Gomchi, uno de los piratas de Dan-ju Haerang. Pese a su apariencia aterradora y su enorme espada, es un personaje tímido y frágil.[9]
- Sung Dong-il como Doo-seok, un usurero de buen corazón (aparición especial).[10]

## Producción
En diciembre de 2018 se anunció que la película de 2014 The Pirates, de gran éxito comercial, tendría una continuación. Las audiciones estaban en marcha y se esperaba que el rodaje comenzara en junio o julio de 2019. En principio los protagonistas serían los de aquella, Kim Nam-gil, Son Ye-jin y Yoo Hae-jin, pero todos abandonaron el proyecto por distintos problemas de agenda y el rodaje programado se canceló en mayo. En marzo del año siguiente se logró retomar el proyecto con un nuevo reparto.
Kang Ha-neul anunció que estaba considerando su participación en la película a principios de marzo de 2020. En abril se unió Cha Soo-bin, y en junio se había completado el reparto y se preparaba el inicio del rodaje para julio.
El rodaje comenzó efectivamente en julio, pero el cronograma sufrió algunos retrasos debidos a la temporada de lluvias y a otras condiciones climáticas, así como algún caso de positivo por covid-19 entre miembros del equipo de efectos especiales, por lo que a finales de noviembre aún no había concluido.
El presupuesto de Piratas: El último tesoro de la corona fue de alrededor de 23 500 millones de wones, por lo que se estimaba que necesitaría unos cinco millones de espectadores para que la producción alcanzara su punto de equilibrio financiero.

### Estreno
La película se estrenó en sala, en formato IMAX, el 26 de enero de 2022, coincidiendo con las fiestas del Seollal o Año nuevo lunar. Posteriormente se añadieron otros formatos de exhibición.
El 23 de febrero se anunció su distribución por Netflix a partir del 2 de marzo. La película llegaría a más de 190 países, con subtítulos en 31 idiomas y doblaje en ocho idiomas.

## Recepción

### Taquilla
La película se estrenó el 26 de enero de 2022 en 1708 salas. En su primer fin de semana fue la primera en taquilla con más de 300 000 espectadores, pese a ello número muy alejado de los que se alcanzaban en la misma festividad de año nuevo antes de la pandemia de Covid-19. El sábado 5 de febrero superó la barrera del millón de espectadores, siendo la primera surcoreana en hacerlo entre las películas estrenadas en el año. Se mantuvo en primera posición en taquilla en los catorce días posteriores al estreno. El 24 de febrero había alcanzado las cifras de 1 295 304 espectadores y el equivalente a 10 192 633 dólares de recaudación.

### Crítica
Kim Hyun-soo (Cine 21) destaca como el mayor valor de la película las escenas de acción y las batallas por mar y tierra, que apaprecen en número superior al de The Pirates.
Hyun Hye Sun (Seoul Economic Daily) escribe que la película «es una obra dirigida a los especiales de vacaciones y al público familiar», en la que «la narrativa y la plausibilidad de la obra siguen siendo una decepción». Lo único que la liga con The Pirates es el tema, porque los personajes y la trama son por completo diferentes. Destaca por otro lado las escenas de acción, como los combates en el barco o la acción submarina, en lo que considera un puro espectáculo de entretenimiento.
Choi Young-joo (NoCut News) resalta sobre todo la buena calidad de los efectos especiales y la computación gráfica, que exigió el trabajo de 500 personas durante un año, aunque critica la incosistencia de la trama, que «trata de contar tantas historias como personajes» y carece de «un eje central sólido».